# シュボタの海戦
シュボタの海戦（シュボタのかいせん、英：Battle of Sybota）は紀元前433年にケルキュラ・アテナイ連合艦隊とコリントスの間で戦われた海戦であり、ペロポネソス戦争のきっかけとなった。この海戦はトゥキュディデスによればこれまでのギリシア人同士の海戦の中では最大規模のものであった。

## 背景
ケルキュラの殖民都市エピダムノスで内紛が起こり、エピダムノス市内の派は母都市であったことから、当時ギリシア二番目の海軍力を有していたケルキュラに援助と調停を求めてきた。しかしケルキュラはそれを無視したため、エピダムノス人はデルフォイの神託に従ってコリントスに庇護を訴えた。これまでのケルキュラのコリントスを軽んじた行いもあってかコリントスはエピダムノスの要請を受け入れ、エピダムノス移住希望者とコリントス守備隊が陸路でエピダムノスに向かった。自分の殖民都市がコリントスの傘下に入ったことにケルキュラは怒り、25隻の船を派遣してその時ケルキュラにいた追放者の受け入れとコリントス人の送り返しを命じた。エピダムノスは要求を突っぱねたため、ケルキュラは軍を派遣してエピダムノスを包囲した。その知らせが届いたコリントスはエピダムノス入植希望者を募ると同時に同盟国と共に艦隊を編成し、ケルキュラに軍使を送って宣戦するとエピダムノスへ向かった。エピダムノスにコリントスおよびその同盟軍が着くとケルキュラ艦隊との間で海戦が起こり、ケルキュラの一方的な勝利に終わった。同日にエピダムノスはケルキュラに降服した。
この海戦の後、コリントスは艦船の建造と海軍力の増強を開始した。それに対しケルキュラはアテナイと相互防衛協定を結んだ。そしてアテナイからケルキュラへの援軍としてラケダイモニオス、ディオティモス、プロテアスに率いられた10隻の艦隊を派遣した。コリントスもまたケルキュラにクセノクレイデスその他3名が率いる150隻の艦隊（内訳はコリントス90隻、アンブラキア27隻、メガラ12隻、エーリスとレウカスそれぞれ10隻、アナクトリオン1隻）を送り、艦隊はケイメリオンに投錨した。一方ケルキュラはミキアデス、アイシミデス、エウリュバトス率いる110隻を派遣し、シュボタ諸島の一つに向かい、後でアテナイ艦隊もそれに加わった。そしてケルキュラの陸上部隊はレウキムメ岬に配された。準備を済ませるとコリントス艦隊は海戦をせんと出航し、ケルキュラ艦隊もまたそれに応じた。

## 海戦
ケルキュラ艦隊は右翼にアテナイ船を配し、ケルキュラ艦隊は三隊に分かれて三人の指揮官がそれぞれを率いた。一方コリントス艦隊は、右翼はメガラとアンブラキア、中央はその他の同盟軍、コリントスは左翼に陣取った。
双方の接触により海戦は始まった。トゥキュディデスによれば双方共に古めかしい装備であり、また操船技術が高度ではなかったために船をぶつけて敵船を沈めたりするような戦い方ではなく、敵船に乗り込んだりして陸戦のように戦った。アテナイ船はケルキュラ艦隊の苦戦している部分があれば助勢したが、条約を守るために本国からの命令通り進んで戦いに加わろうとはしなかった。コリントス艦隊の右翼がケルキュラ船20隻に破れ、そのケルキュラ船は敵を追撃した。彼らは敵の宿営地に上陸して天幕を焼き払い、物資を奪った。一方、逆に数の利もあってかコリントス船は前面の敵を圧倒したため、ケルキュラ艦隊は退却に転じた。
コリントス軍は敵を捕虜にするよりはその殺戮に専念した。しかし、乱戦によって両軍の船が混ざっていたために海に浮いている味方までも殺す結果となった。コリントス軍は死者や難破船の収容を終えるとケルキュラに向かったが、時はすでに夕刻であり、さらにアテナイの増援を加えたケルキュラ艦隊が迎撃体制を整えていたため、引き返した。
ケルキュラ艦隊はこの海戦で1000人以上の捕虜を出し、70隻の船を沈められた。コリントス艦隊は30隻の船が撃破された。

## その後
翌日両軍は戦勝塚を立て、双方共に勝利を主張した。この翌年アテナイとコリントスはポティダイアで再び戦った（ポティダイアの戦い）。これらの事件はスパルタの宣戦を招き、そしてギリシアはペロポネソス戦争へと向かった。